# Episodi di Nel tunnel dei misteri con Nancy Drew e gli Hardy Boys (seconda stagione)
La seconda stagione della serie televisiva Nel tunnel dei misteri con Nancy Drew e gli Hardy Boys è stata trasmessa in anteprima negli Stati Uniti d'America dalla ABC tra l'11 settembre 1977 e il 7 maggio 1978.
| nº | Titolo originale                                | Titolo italiano | Prima TV USA      | Prima TV Italia |
| -- | ----------------------------------------------- | --------------- | ----------------- | --------------- |
| 1  | Hardy Boys and Nancy Drew Meet Dracula (Part 1) |                 | 11 settembre 1977 |                 |
| 2  | Hardy Boys and Nancy Drew Meet Dracula (Part 2) |                 | 18 settembre 1977 |                 |
| 3  | The Mystery of King Tut's Tomb                  |                 | 25 settembre 1977 |                 |
| 4  | Mystery of the Hollywood Phantom (Part 1)       |                 | 2 ottobre 1977    |                 |
| 5  | Mystery of the Hollywood Phantom (Part 2)       |                 | 9 ottobre 1977    |                 |
| 6  | The Mystery of the African Safari               |                 | 16 ottobre 1977   |                 |
| 7  | The Creatures Who Came on Sunday                |                 | 30 ottobre 1977   |                 |
| 8  | The Strange Fate of Flight 608                  |                 | 6 novembre 1977   |                 |
| 9  | Acapulco Spies                                  |                 | 13 novembre 1977  |                 |
| 10 | Nancy Drew's Love Match                         |                 | 20 novembre 1977  |                 |
| 11 | The Mystery of the Silent Scream                |                 | 27 novembre 1977  |                 |
| 12 | Will the Real Santa Claus...?                   |                 | 18 dicembre 1977  |                 |
| 13 | The Lady on Thursday at Ten                     |                 | 1º gennaio 1978   |                 |
| 14 | Oh Say Can You Sing                             |                 | 8 gennaio 1978    |                 |
| 15 | The House on Possessed Hill                     |                 | 22 gennaio 1978   |                 |
| 16 | Sole Survivor                                   |                 | 29 gennaio 1978   |                 |
| 17 | Voodoo Doll (Part 1)                            |                 | 12 febbraio 1978  |                 |
| 18 | Voodoo Doll (Part 2)                            |                 | 19 febbraio 1978  |                 |
| 19 | Mystery on the Avalanche Express                |                 | 26 febbraio 1978  |                 |
| 20 | Death Surf                                      |                 | 12 marzo 1978     |                 |
| 21 | Arson and Old Lace                              |                 | 1º aprile 1978    |                 |
| 22 | Campus Terror                                   |                 | 7 maggio 1978     |                 |